# Extrasolární kometa

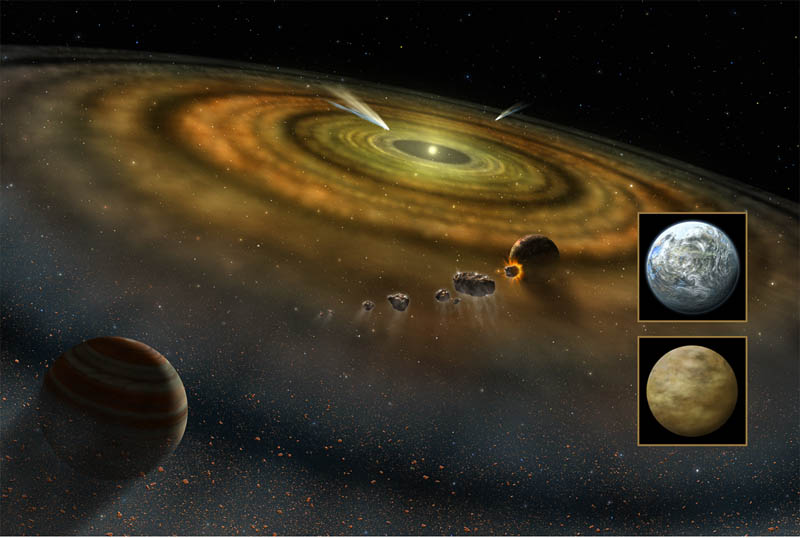
Exokomety a různé procesy tvorby planet kolem hvězdy Beta Pictoris, velmi mladé hvězdy hlavní posloupnosti (představa umělce)

Extrasolární kometa nebo též exokometa je označení komet nacházejících se mimo sluneční soustavu. Jde tedy o komety, které obíhají kolem jiných hvězd než Slunce, nebo o mezihvězdné komety. Jednotlivé exokomety není možné současnými prostředky pro jejich malé rozměry pozorovat. Je však možné pozorovat signály z celého souboru komet. První exokomety byly objeveny v roce 1987 u hvězdy Beta Pictoris, velmi mladé hvězdy hlavní posloupnosti. V roce 2016 je známo celkem 11 hvězd, u nich byla zjištěna přítomnost exokomet nebo existuje důvodné očekávání jejich nalezení.
Všechny objevené systémy s extrasolárními kometami (Beta Pictoris, HR 10, 51 Ophiuchi, HR 2174, 49 Ceti, 5 Vulpeculae, 2 Andromedae, HD 21620, HD 42111, HD 110411, a nejnověji HD 172555) se vyskytují kolem velmi mladých hvězd spektrálního typu A.

## Detekce exokomet
Extrasolární komety jsou detekovány pomocí spektroskopie při jejich tranzitu přes kotouč své mateřské hvězdy. Tranzit extrasolárních komet, podobně jako tranzit extrasolárních planet způsobuje změny v pozorovaném světle hvězdy. Projevují se v absorpčních čárách hvězdného spektra. Zákryt hvězdy oblakem plynu pocházejícím z extrasolárních komet objeví další absorpční čáry, například ty, které byly pozorovány v čarách ionizovaného vápníku. Tato oblaka prachu a plynu vznikají, když komety prochází v blízkosti hvězdy, kdy se těkavé látky jako led se zahřívají a uvolňují z komety plyny a prach.[zdroj?]
Plynný oblak kolem hvězdy 49 Ceti je připisován srážkám komet v tomto planetárním systému.

## Význam pozorování exokomet
Pozorování komet a zejména extrasolárních komet poskytuje důležité poznatky pro pochopení vzniku planet. Ve standardním modelu formování planet narůstáním jsou planety jsou výsledkem aglomerace planetesimál, které se tvoří shlukováním prachu z protoplanetárního disku obklopujícího hvězdu krátce po jeho vzniku. Komety jsou zbytky planetesimál bohatých na těkavé látky, které zůstaly v planetárním systému, aniž by byly začleněny do planet. Jsou považovány za fosilní tělesa, na kterých můžeme pozorovat fyzikální a chemické podmínky převládající v době formování planet.